# Ranko Vidović
Ranko Vidović (Vidonje, 6. svibnja 1961.), prelat Katoličke Crkve i trenutačni biskup hvarski.

## Životopis

### Djetinjstvo i školovanje
Vidović je rođen 6. svibnja 1961. u Vidonjama od roditelja Gabrijela i Anđe (rođ. Ćerlek) kao treće od jedanaestero djece. Nakon završene osnovne škole u Mliništu kod Metkovića, pohađao je sjemenišnu gimnaziju u Splitu (1976. – 1980.). Zatim je u Splitu nastavio teološki studij kao bogoslov Splitsko-makarske nadbiskupije.

### Svećeništvo
Za svećenika je zaređen 29. lipnja 1986. u crkvi Gospe od Zdravlja u Splitu. Od 1986. do veljače 1988. vršio je službu župnog vikara u Kaštel Kambelovcu. Zatim je preuzeo službu župnika Župe Gospe od Milosrđa u Splitu gdje je ostao do 2014. godine.
Te godine imenovan je župnikom i upraviteljem Prasvetišta Gospe od Otoka u Solinu te dekanom Solinskog dekanata. Osim toga, u više saziva bio je član nadbiskupijskoga prezbiterskoga i pastoralnog vijeća.

### Biskupstvo
Dana 4. ožujka 2021. papa Franjo imenovao ga je hvarskim biskupom. Za hvarskog biskupa zaređen je u hvarskoj katedrali 22. svibnja 2021. Glavni zareditelj bio je mons. Marin Barišić, splitsko-makarski nadbiskup i metropolit. Suzareditelji su bili mons. Dražen Kutleša, nadbiskup koadjutor splitsko-makarski i mons. Petar Palić, biskup mostarsko-duvanjski i apostolski upravitelj Hvarske biskupije.